# Estación 110 Sul
La Estación 110 Sul es una de las estaciones del Metro de Brasilia, situada en Brasilia, entre la Estación 108 Sul y la Estación 112 Sul.